# 緊身褲

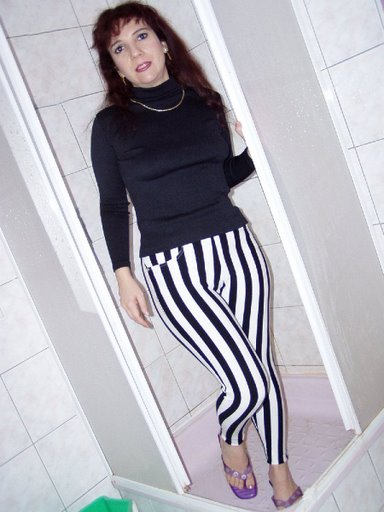
束褲

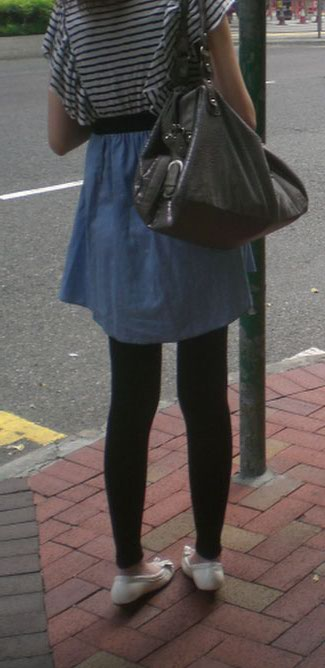
穿迷你裙配黑緊身褲

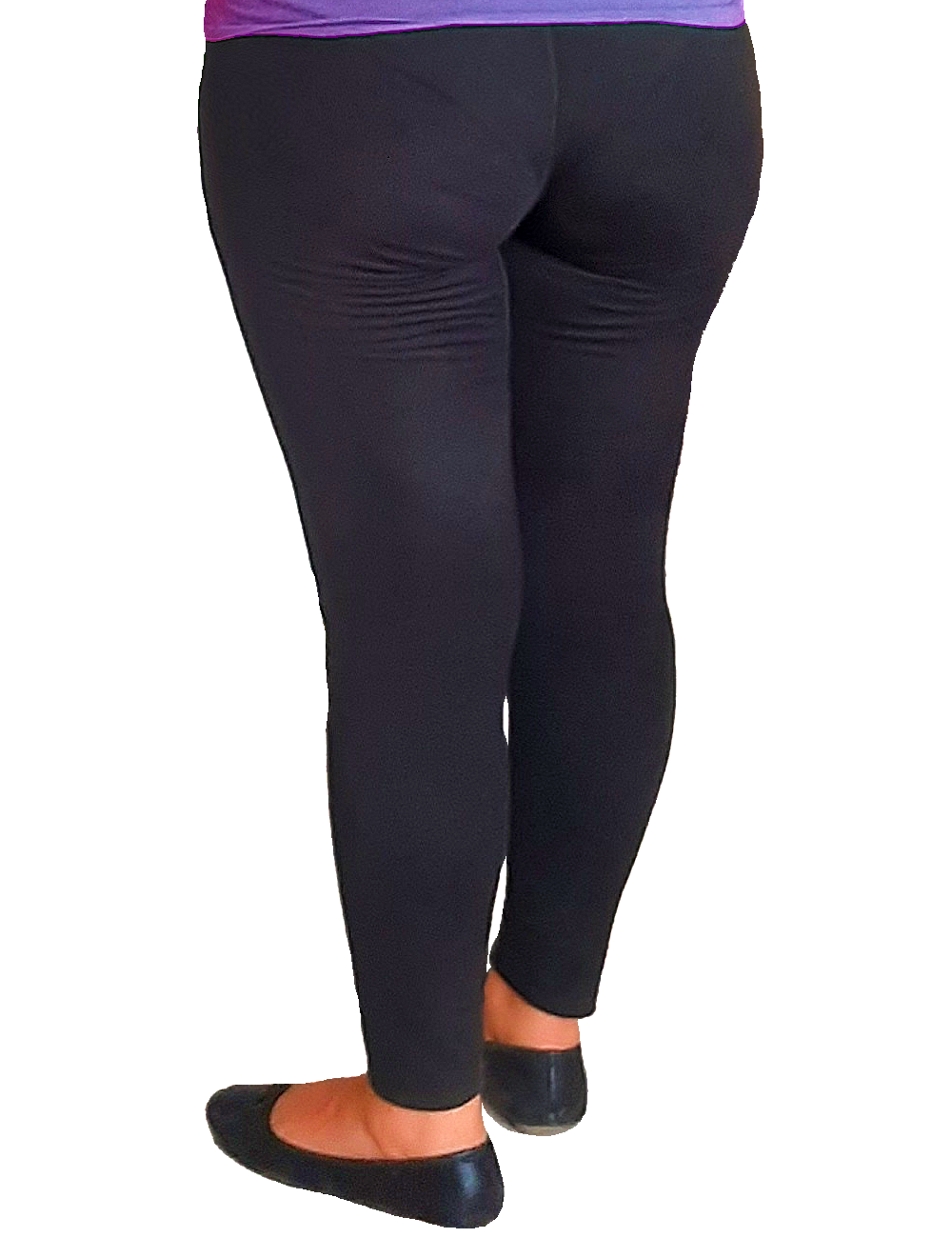
穿黑緊身褲（后视图）

緊身褲，又稱內搭褲，是一种紧贴着人体腰、腹、臀、大腿到腳的緊身長褲。由於它的穿著方式類似褲襪，因此又稱內搭襪、無底襪。另外也有運動緊身褲，主要適用於健身或任何一個活動。緊身褲同褲襪一樣，質料很多，有棉質、尼龍、羊毛混紡等。紧身裤紧裹臀部、下肢，容易影响血液流通，也會影響陰囊導致出現少精子症或无精子症。在患有阴道炎的年轻女性中，有40%以上是因穿紧身裤所致。

## 歷史
在中世紀時不少欧洲男士會穿這種褲子，在现代則有不少女性會穿這種褲子。2005年開始，時尚趨勢是穿迷你裙配黑緊身褲。

## 種類
- 九分褲：襪口至腳踝
- 七分褲：襪口至小腿中間
- 五分褲：襪口至膝蓋

女童在較涼的天氣亦常會穿著以棉、羊毛或棉毛混紡的九分襪替代褲襪作保暖之用。

### 壓縮褲
壓縮褲也是緊身褲的一個新興褲子，最早起源於21世紀初的2000年代。壓縮褲不限於任何一個性別，其主要作用是防止在健身或進行任何一個活動時避免腿部拉傷等原因。後期隨著技術的改進亦出現了“減肥褲”和“瑜珈褲”，其主要也與其相似。

## 面料
由尼龍或氨綸製作的無底襪保持著原有的彈力、塑形的屬性。但尼龍這種材料比較容易破碎，刮蹭在銳利物體上而破碎的情況十分常見。而棉質和棉毛混紡的無底襪則較具保暖功效。
最上部（腰部）彈力很強。覆蓋臀部的部分要比腿部厚（一些舞蹈用途除外）。襠底也是用較強的材料，通常為棉製作，以令陰部保持通爽。腿部和腳部，一直到腳踝都用最薄的織法製作。

## 參看
- 褲襪
- 絲襪
- 打底褲
- 壓縮褲